# Acuerdo de independencia de Singapur de 1965
El Acuerdo de independencia de Singapur de 1965 fue el acuerdo en el que el gobierno de la Federación de Malasia por decisión unánime decide separar al Estado de Singapur de la federación. La expulsión se inició el 9 de agosto de 1965, días después de la proclamación del nuevo estado y terminó con la firma del acta el 1 de junio de 1966 que formalizó las relaciones entre Malasia y la nueva República de Singapur.

## Proyecto

### Proclamación del acuerdo en Singapur
“CONSIDERANDO que es el derecho inalienable de un pueblo ser libre e independiente.

Y CONSIDERANDO que Malasia fue establecida el 16 de septiembre de 1963 por una federación de estados existentes de la Federación de Malaya y los Estados de Sabah, Sarawak y Singapur en una nación independiente y soberana.

Y CONSIDERANDO que las Partes en el Acuerdo mencionaron asimismo que, al separarse Singapur de Malasia, el Gobierno de Malasia renunciará a su soberanía y jurisdicción respecto de Singapur, de modo que dicha soberanía y jurisdicción se concederán a tal renuncia El Gobierno de Singapur.

Y CONSIDERANDO que mediante una Proclamación fechada el día nueve de agosto del año mil novecientos sesenta y cinco, el Primer Ministro de Malasia, Tunku Abdul Rahman Putra Al-Haj Ibni Almarhum Sultan Abdul Hamid Halim Shah, proclamó y declaró que Singapur El noveno de agosto de mil novecientos sesenta y cinco dejará de ser un Estado de Malasia y se convertirá en un Estado y una nación independientes y soberanos separados e independientes de Malasia y reconocidos como tales por el Gobierno de Malasia.

Ahora LEE KUAN YEW Primer Ministro de Singapur, POR EL PRESENTE PROCLAMO Y DECLARO en nombre del pueblo y del Gobierno de Singapur que a partir de hoy día noveno de agosto de mil novecientos sesenta y cinco Singapur será para siempre soberana, democrática e independiente, fundada en los principios de la libertad y la justicia y siempre buscando el bienestar y la felicidad de su pueblo en una sociedad más justa y equitativa.”
Lee Kuan Yew, Primer ministro de Singapur, 09 de agosto de 1965

### Proclamación del acuerdo en Malasia
“En el nombre de Dios, el Compasivo, el Misericordioso. Alabado sea Dios, el Señor del Universo, y que la bendición y la paz de Dios estén sobre Nuestro Líder Muhámmad y sobre todas Sus Relaciones y Amigos.

CONSIDERANDO que Malasia fue establecida el 16 de septiembre de 1963 por una federación de los Estados existentes de la Federación de Malaya y los Estados de Sabah, Sarawak y Singapur en una nación independiente y soberana;

Y CONSIDERANDO que, mediante un Acuerdo celebrado el 7 de agosto de mil novecientos sesenta y cinco entre el Gobierno de Malasia, por una parte, y el Gobierno de Singapur, por otra, se acordó que Singapur dejara de ser un Estado de Malasia y debería convertirse en un Estado y una nación independientes y soberanos separados e independientes de Malasia;

Y CONSIDERANDO que las Partes en el Acuerdo mencionaron asimismo que, al separarse Singapur de Malasia, el Gobierno de Malasia renunciará a su soberanía y jurisdicción respecto de Singapur, de modo que dicha soberanía y jurisdicción se concederán a tal renuncia al Gobierno de Singapur;

AHORA, en nombre de Dios el Compasivo, el Misericordioso, TUNKU ABDUL RAHMAN PUTRA AL-HAJ IBNI ALMARHUM SULTAN ABDUL HAMID HALIM SHAH, Primer Ministro de Malasia, con la concurrencia y aprobación de Su Majestad el Yang di-Pertuan Agong de Malasia, DECLARAN Y PROCLAMAN que, a partir del 9 de agosto de mil novecientos sesenta y cinco, Singapur dejará de ser un Estado de Malasia y será para siempre un Estado y una nación independientes y soberanos separados e independientes de Malasia, y que el Gobierno de Malasia reconoce al actual Gobierno de Singapur como un gobierno independiente y soberano de Singapur y trabajará siempre en amistad y cooperación con él.”
Tunku Abdul Rahman, Primer ministro de Malasia, 09 de agosto de 1965